# Boss DS-1
Caractéristiques
Audio
La DS-1 de la société japonaise Boss est une pédale de distorsion largement répandue dans le monde et utilisée par de nombreux guitaristes de rock. 

## Histoire
Cette pédale a commencé à être produite en 1978, et est la première distorsion de la marque. Sa popularité s'explique par son faible prix et le son qu'elle produit considéré comme de qualité. L'année suivante, d'autres fabricants sortent leur distorsion : Proco Rat, MXR Distorsion +. 
Par la suite, Boss sort une version améliorée en 1987, la DS-2, apportant deux modes "turbo" ainsi qu'une entrée pour connecter une pédale additionnelle qui permet la bascule entre ses modes au pied.

D'après la marque, la DS-1 est la pédale la plus vendue par Boss.

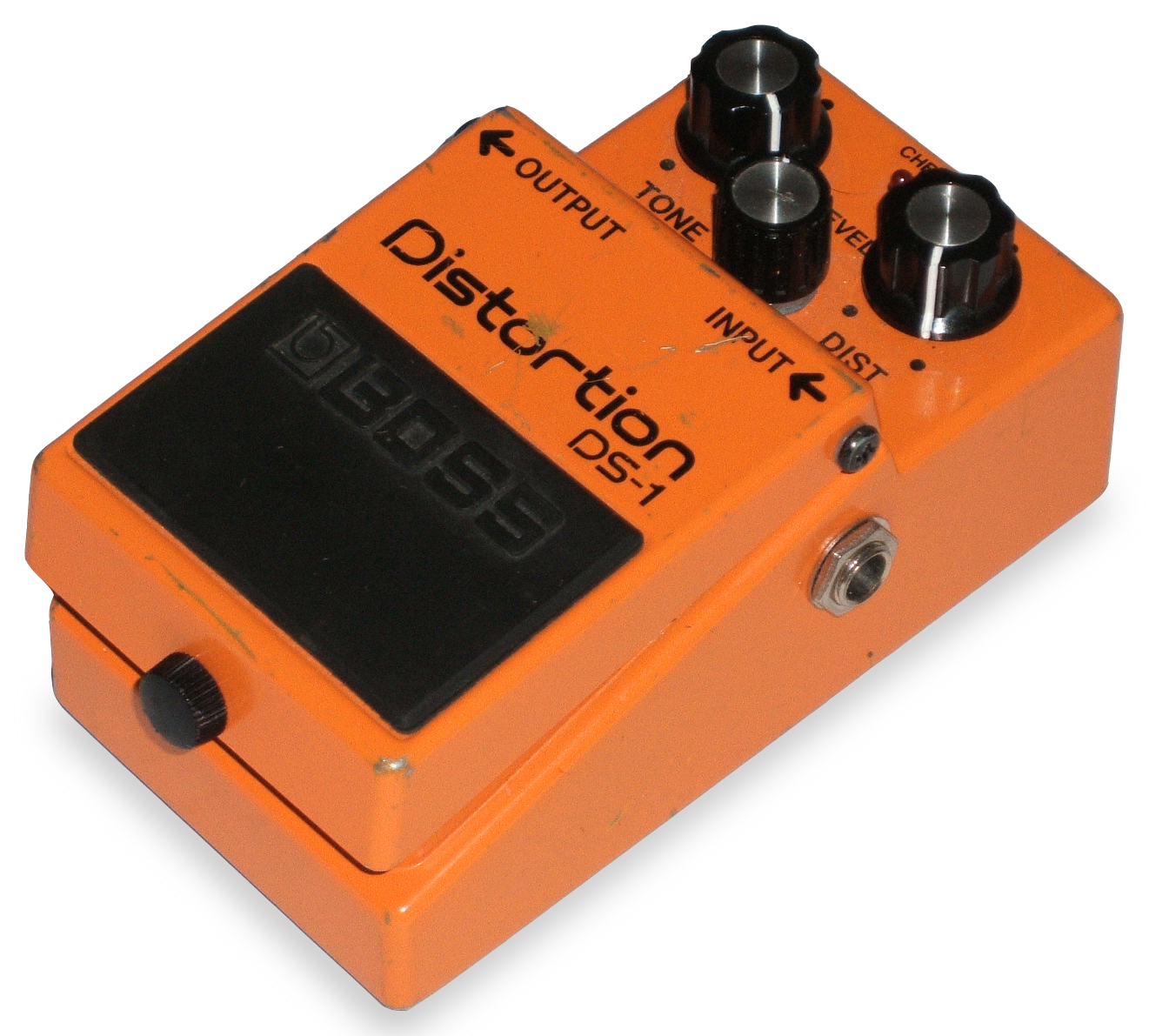
Boss DS-1
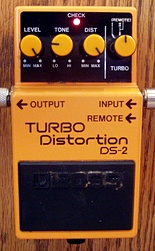
La Boss DS-2 succède à la DS-1 en 1987.
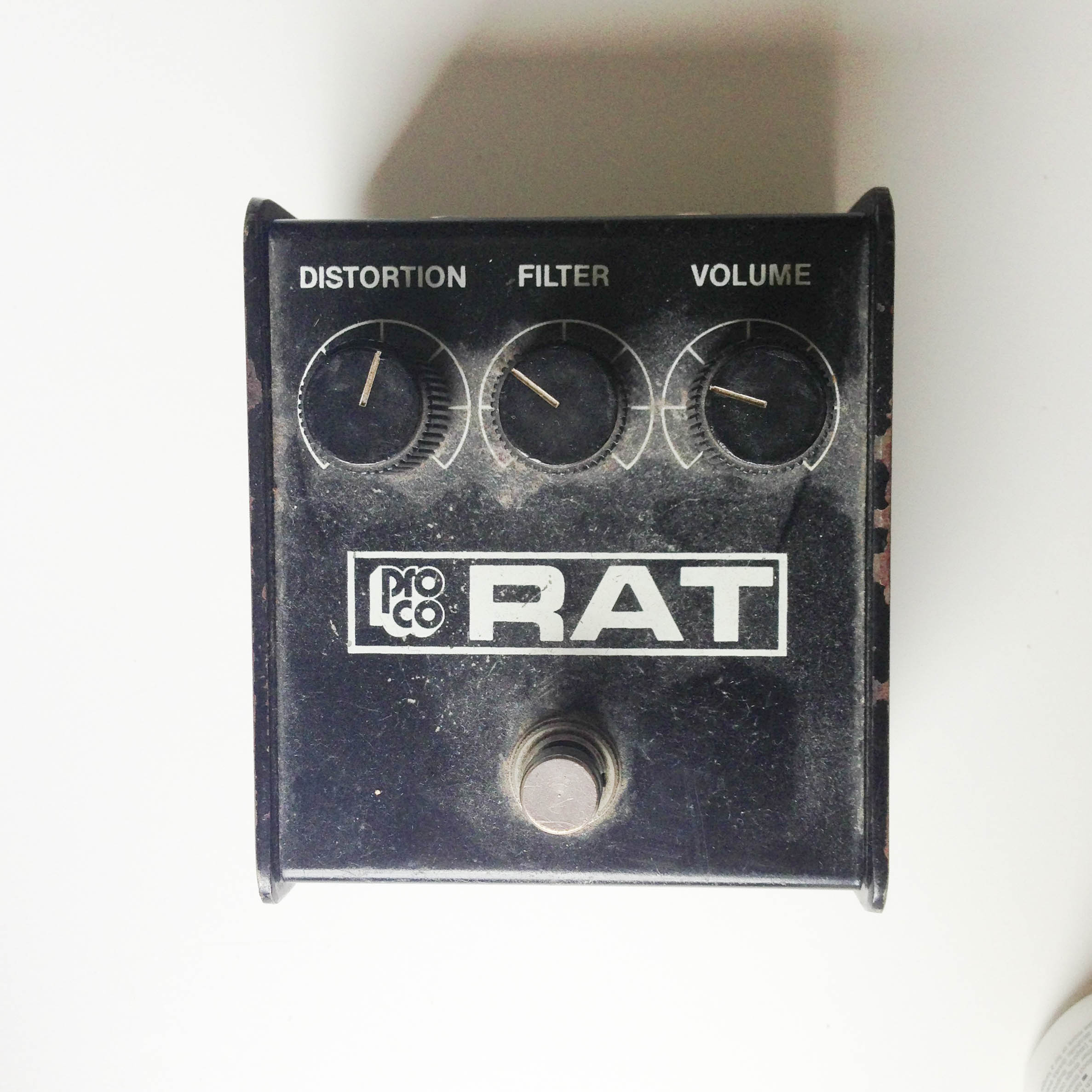
La Proco Rat, un des modèles concurrents de la DS-1
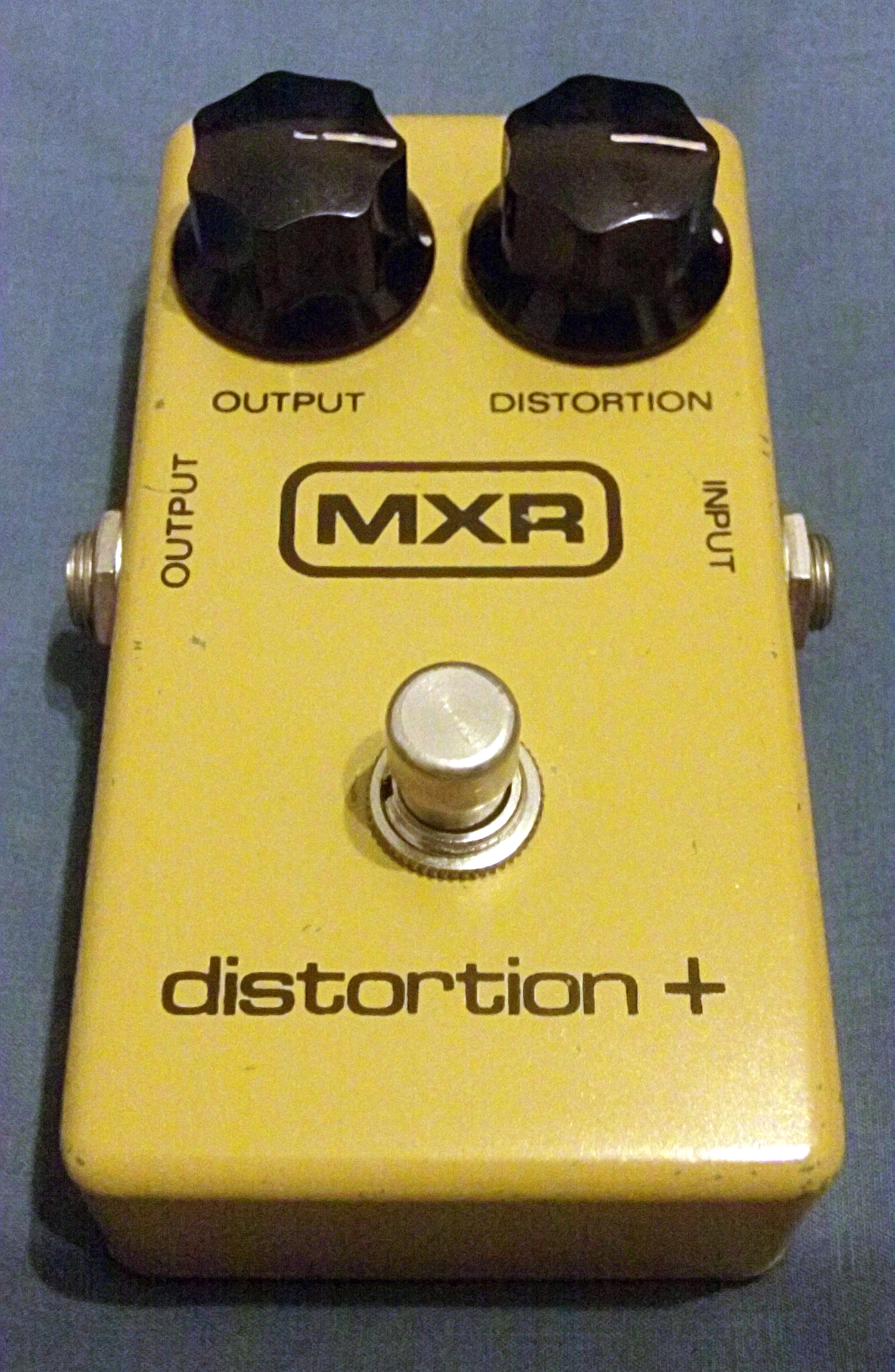
MXR Distortion +, sortie en 1979.

## Fonctionnement

Intérieur d'une Boss DS-1 produite à Taiwan vers mai 2004
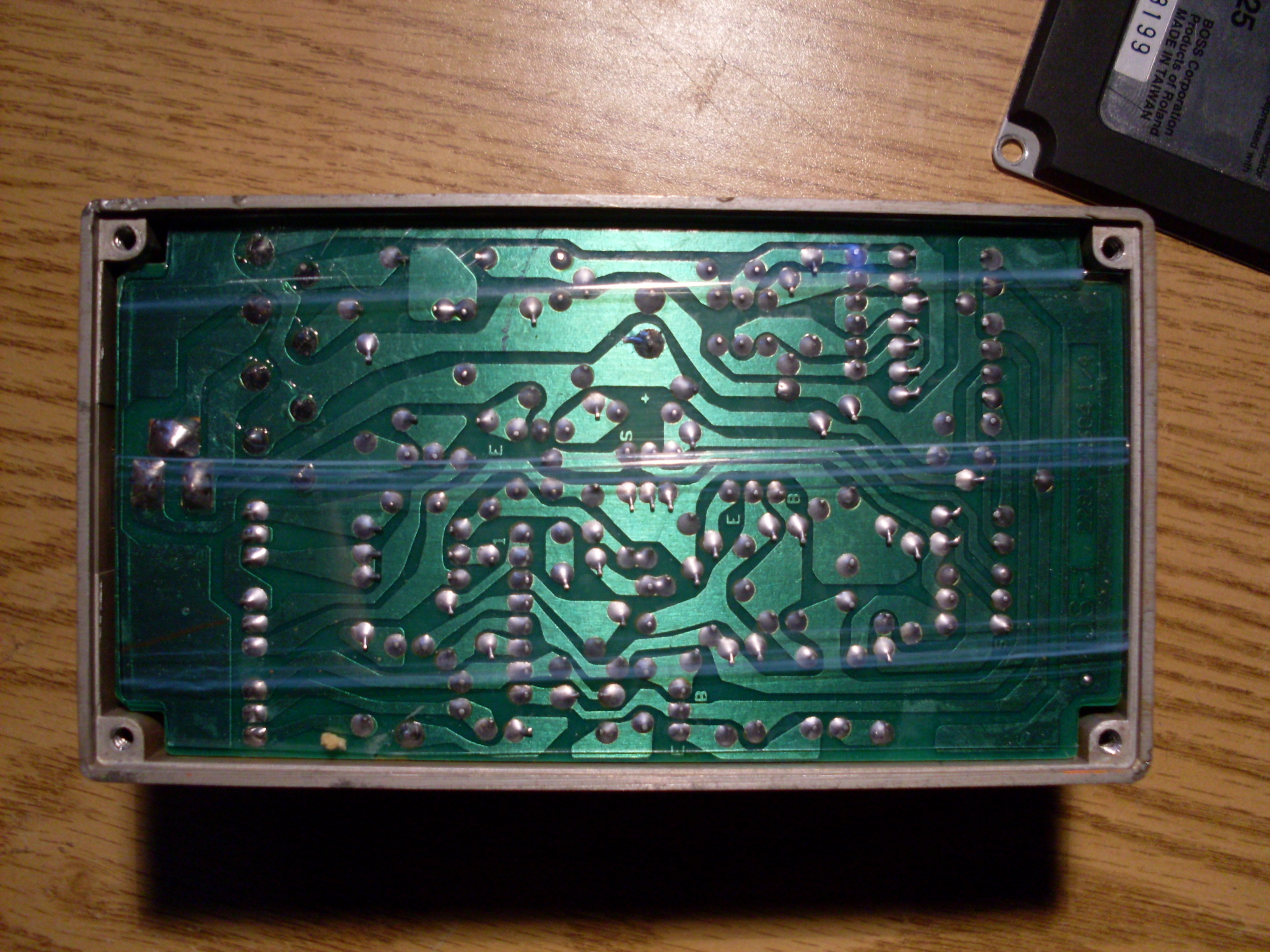
Arrière du circuit
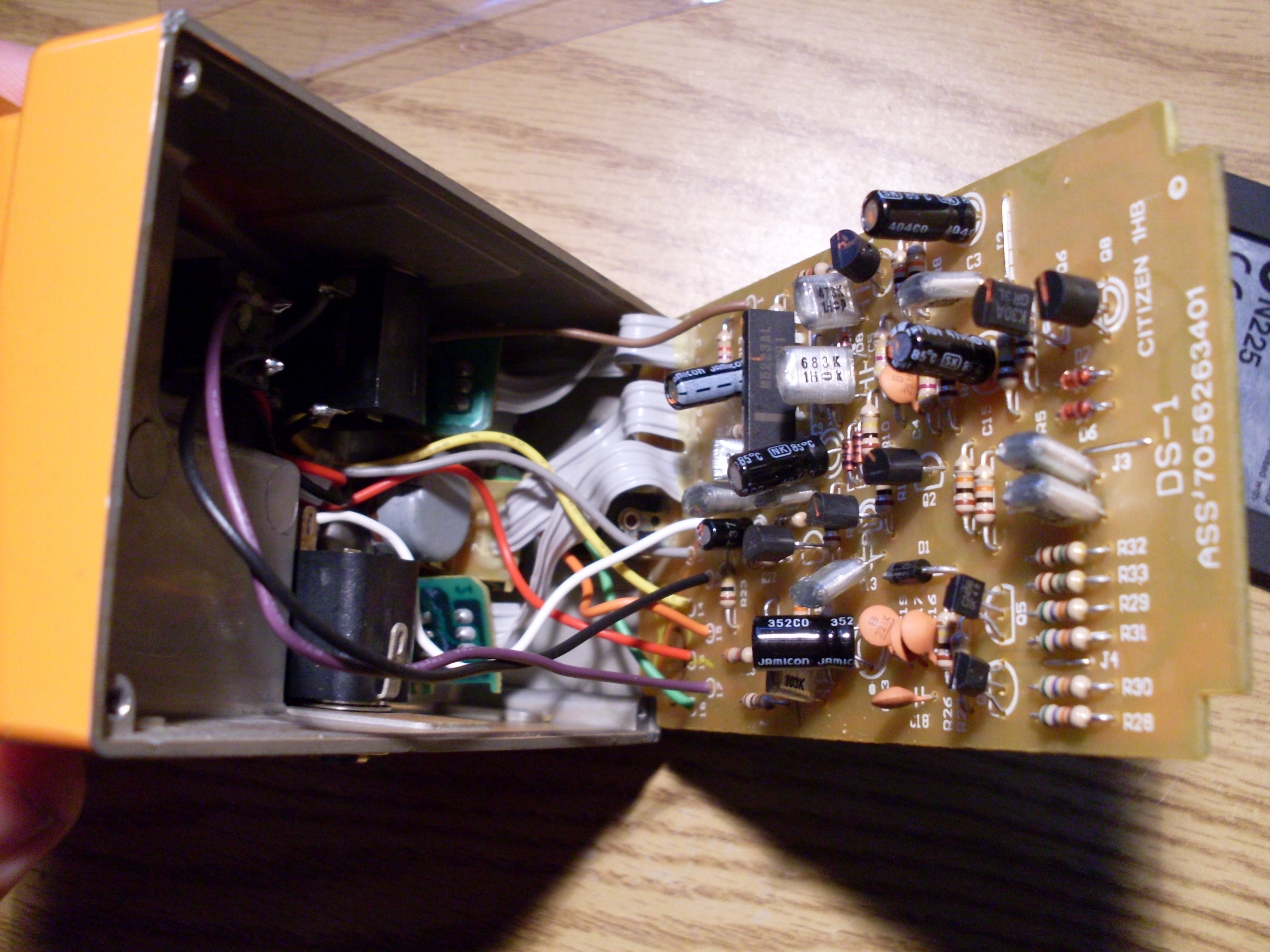
Intérieur de la pédale : circuit, jacks, potentiomètres et câbles.
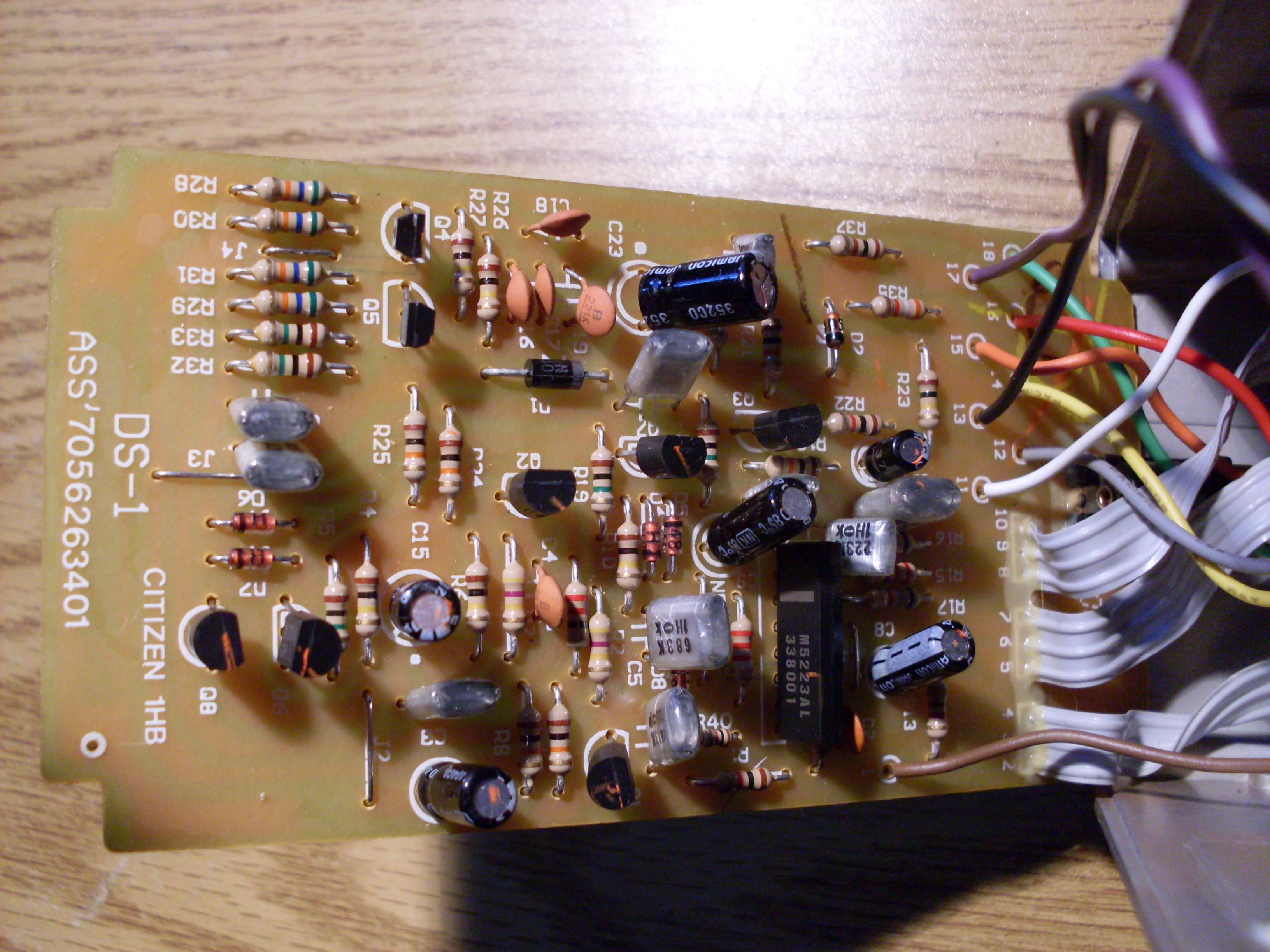
Circuit (avec l'amplificateur opérationnel Mitsubishi M5223AL)
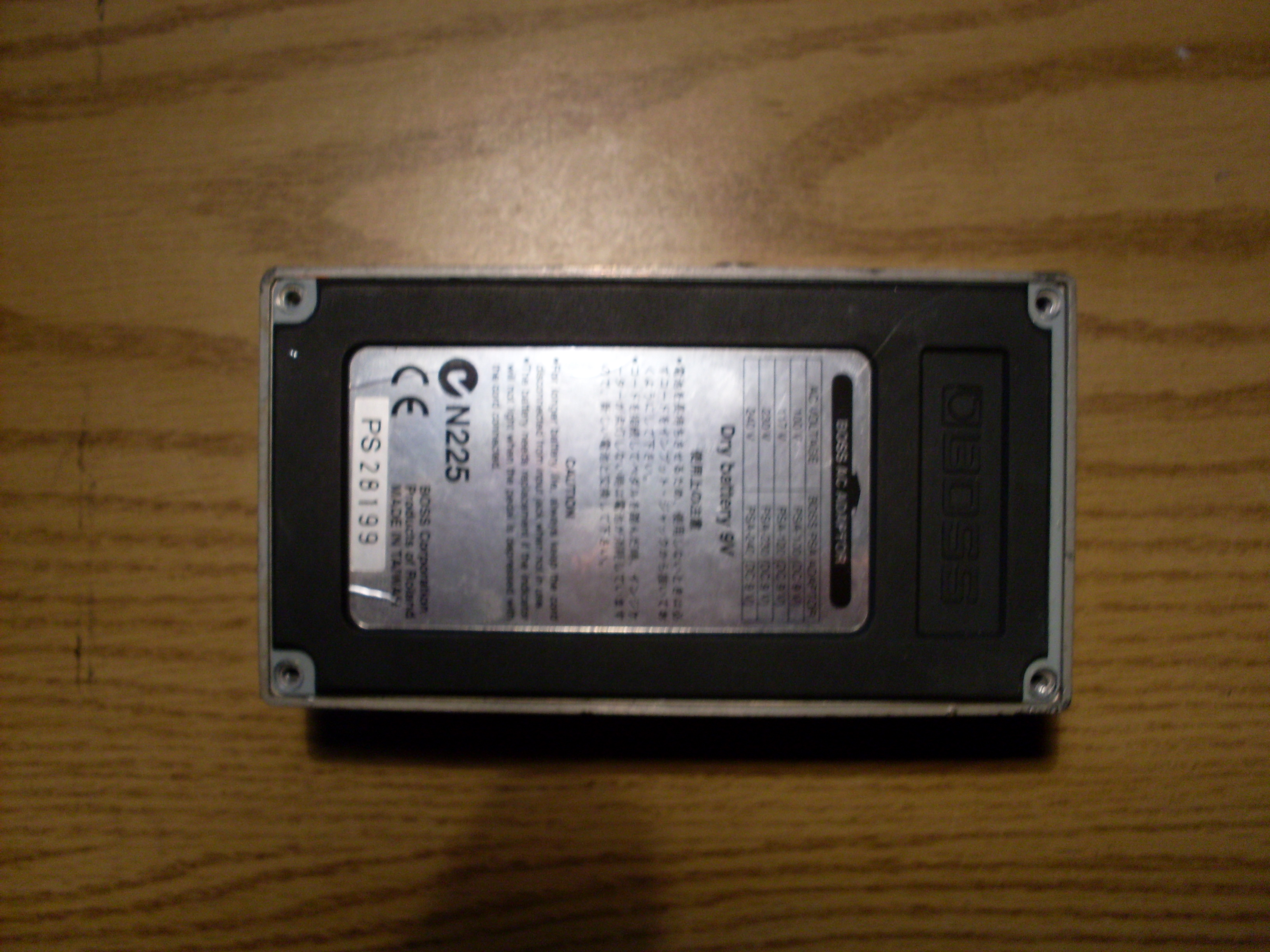
L'arrière de la pédale, avec les spécifications techniques, la mention « made in Taiwan » et le numéro de série permettant de dater la pédale à mai 2004.
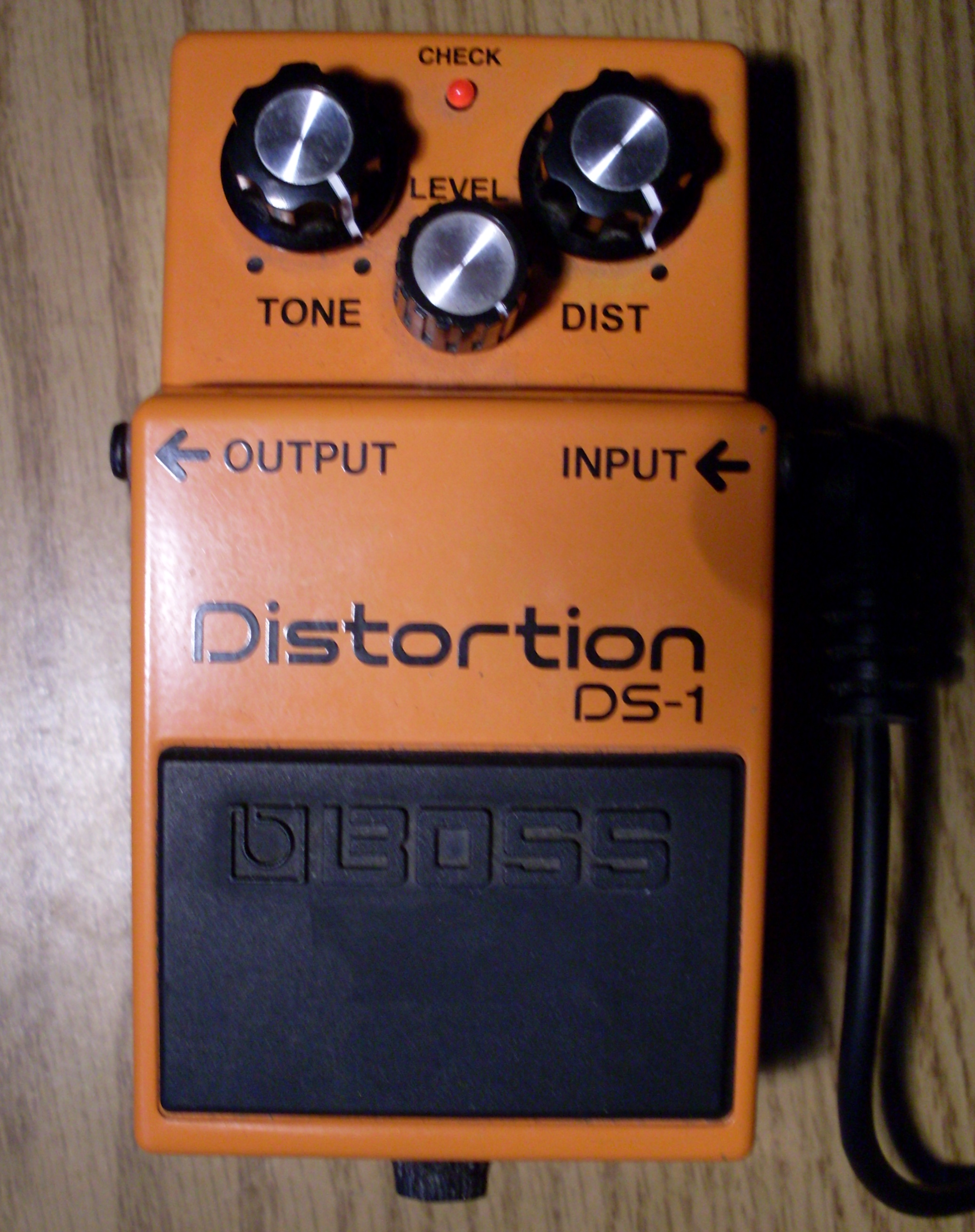
La pédale vue de face, allumée (la diode s'allume).

La DS-1 possède trois contrôles : level (volume de sortie), dist. (taux de saturation) et tone (réglage des aigus). Un interrupteur (switch) permet d'actionner l'effet et une led rouge indique son fonctionnement.
Quatre circuits différents ont été utilisés pour sa fabrication. L'originale de 1978 utilise un préampli Toshiba TA7136AP, mais à la suite de l'épuisement de ce composant, Boss utilise à partir de 1994 un amplificateur opérationnel Rohm BA728N. À partir de 2000, la pédale est fabriquée à Taiwan et utilise l'ampli-op Mitsubishi M5223AL. Enfin, depuis 2006, le circuit est réalisé avec un ampli-op New Japan Radio NJM2904L.

La Boss DS-1 utilise un écrétage dur (hard clipping), ce qui produit une distorsion rauque et puissante.

Le circuit se décompose en cinq blocs. Tout d'abord, un buffer d'entrée abaisse l'impédance de la guitare pour l'adapter au circuit. Un booster à transistor vient augmenter le signal (et réduire les basses fréquences). Le signal est ensuite amplifié par un amplificateur opérationnel qui produit la saturation avec un écrétage dur (hard clipping), en conjonction avec des diodes. Le potentiomètre de gain permet de régler l'op-amp afin d'ajuster le taux de saturation. Après l'étage de distorsion, un contrôle passif de tonalité permet de réduire les aigus et de creuser les médiums. Enfin, un buffer de sortie relié à un potentiomètre gère le volume de sortie. Le tout est alimenté par une pile ou une alimentation 9V centre négatif (comme toutes les pédales Boss).
L'activation de l'effet se fait par un switch momentané qui active un circuit à JFET. Les buffers d'entrée et de sortie sont toujours actifs même si l'effet n'est pas activé. L'alimentation du circuit est protégé contre les inversions de polarité par une diode.

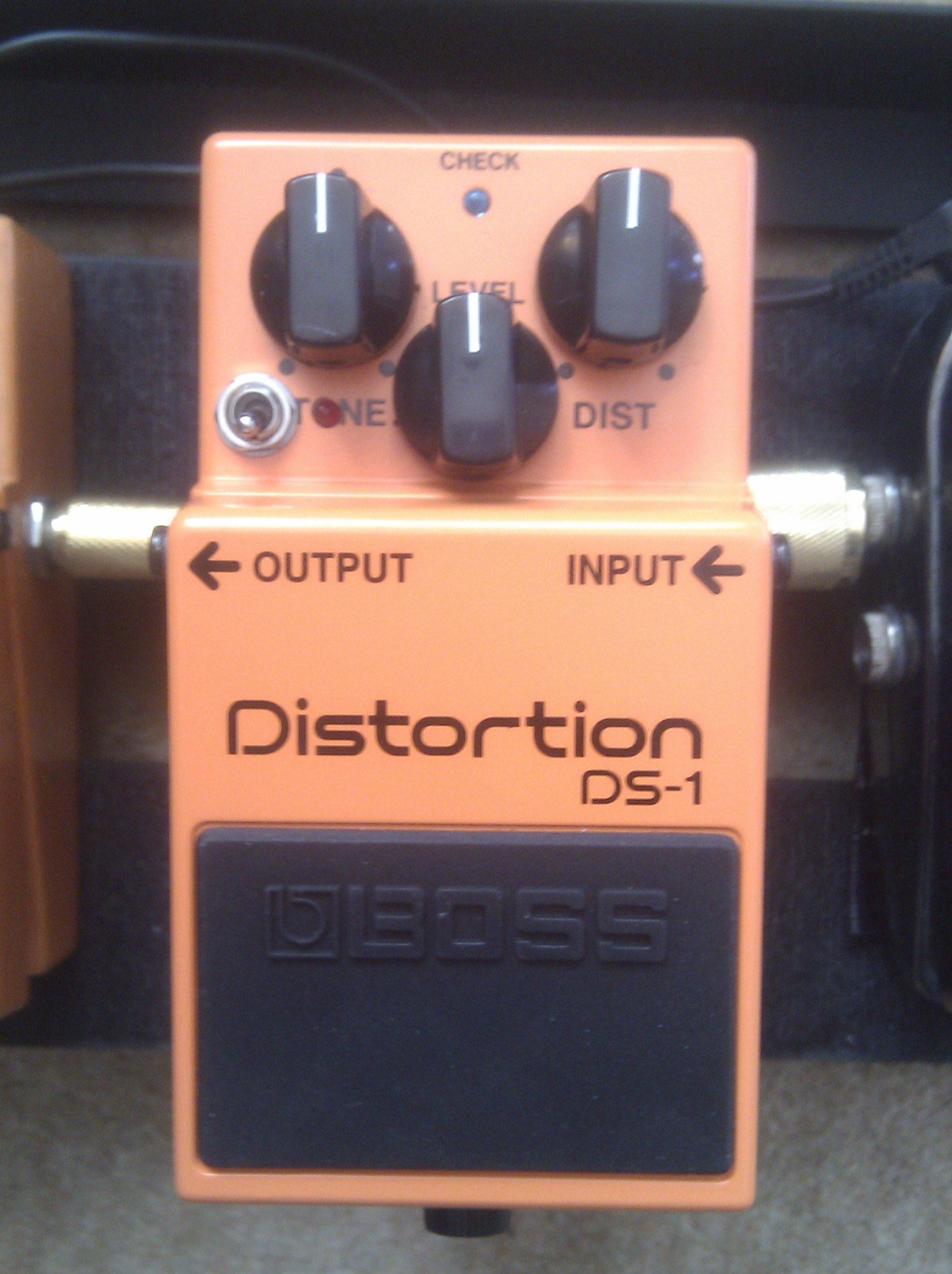
Une Boss DS-1 modifiée par Robert Keeley.

Plusieurs constructeurs ont proposé des modifications de la pédale, afin d'atténuer par exemple le taux de saturation, changer la réponse sonore, la dynamique, etc.
La pédale a été copiée et reproduite de manière numérique,.

## Utilisateurs célèbres
La Boss DS-1 a notamment été utilisée par Joe Satriani, Steve Vai, Kurt Cobain, Mike Stern.